# Sa Mandra ’e Sa Giua

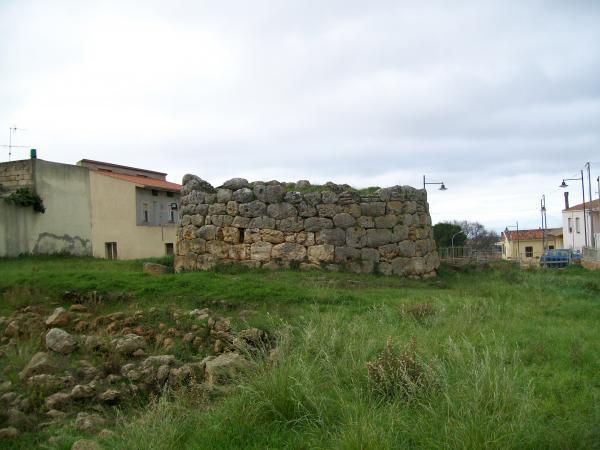
Sa Mandra ’e Sa Giua

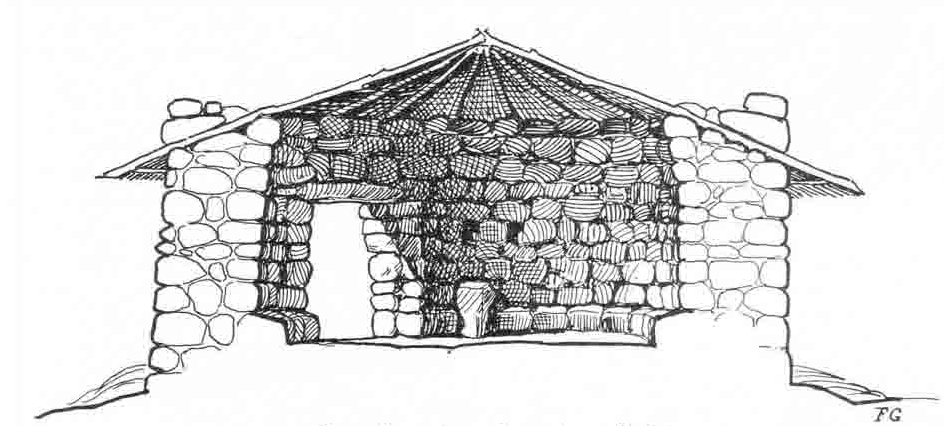
Rekonstruktion einer Capanna circolare

Die Nuraghensiedlung (italienisch Villaggio nuragico) Sa Mandra ’e Sa Giua (auch Sa Mandra ’e Sa Jua – deutsch „Der Zaun der Kuh“) mit einigen erhalten Rundhütten(resten) (italienisch Capanna Circolare) liegt am nordöstlichen Stadtrand von Ossi in der Metropolitanstadt Sassari auf Sardinien. Die Lage innerhalb der Stadt hat zur Schaffung des städtischen archäologischen Parks geführt.
Von besonderem Interesse ist die direkt neben der modernen Bebauung gelegene Struktur des „Casa del pane“ (dt. Haus des Brotes). Es ist der Rest einer gepflasterten Rundhütte aus perfekt bearbeitetem Tuffgestein, die als Abflusskanal, Bankaltar, Ofen und Wassertrog ausgebildet sind und kultischen Zwecken dienten. Im Dorf sind auch Schmelzaktivitäten für Kupfer belegt.
In der Nähe liegen die Nuraghe Sa Mandra 'e Sa Giua und die Domus de Janas von Mesu ’e Montes.